# Vanderbilt Trophy
Die Trophäe wird den Vanderbilt Knockout Teams als jährlich im Frühjahr abgehaltene US-amerikanische nationale Bridge-Meisterschaft verliehen. Veranstalter ist die Contract Bridge League (ACBL), die diese im Rahmen der Nordamerikanischen Bridge-Meisterschaft (NABC) abhält.
Die Vanderbilt ist ein Knock-out-Team-Event. Die Veranstaltung dauert in der Regel sieben Tage lang mit täglich einer Runde zu je zwei Sitzungen von 32 Boards. Die Veranstaltung ist teils offen und teils für gesetzte Teilnehmer.

## Geschichte
Die Geschichte des renommierten Wettbewerbs begann im Jahr 1928, als der Erfinder des modernen Contract Bridge, Harold S. Vanderbilt, mit der Trophäe seinen Namen verewigen wollte. Die Gewinnerliste ist ein Wer ist Wer des Bridge – einschließlich Vanderbilt selbst, der in den Jahren 1932 und 1940 Sieger war.
Die Gewinner erhalten Repliken der Trophäe, eine Praxis, die Vanderbilt schon im ersten Jahr initiiert hatte, unter der Bedingung, dass entsprechend seinem Willen 100.000 $ in einen Treuhandfonds gelangen, die die ACBL verwaltet. Am Hauptsitz der ACBL in Horn Lake, Mississippi, werden Nachbildungen der Trophäe gezeigt, die Vanderbilt 1928 stiftete.
Die Vanderbilt wurde zuerst jährlich in New York als eigenständige Meisterschaft ausgetragen, bevor sie 1958 Teil der Nordamerikanischen Bridge-Meisterschaft wurde.

## Gewinner
Vier Vanderbilt Trophy Gewinner verteidigten den Titel erfolgreich ohne Änderung des Teams (intakt), fünf Mal: 1938, 1945, 1956–1957 und 1976 sowie die dreifachen Sieger von 1955 bis 1957 waren B. Jay Becker, John R. Crawford, George Rapée, Howard Schenken, Sidney Silodor. Becker und Silodor waren 1944–1945 auch Gewinner mit Charles Goren und Helen Sobel.
| Jahr | Gewinner | Zweitplatzierte |
| ---- | --- | --- |
| 1928 | 1/2. Ralph Richards, Gratz Scott, Edwin Wetzlar, Wilbur Whitehead 1/2. Abraham Brown, Sidney Lovell, Caroline Taylor, Nils Wester | 1/2. Ralph Richards, Gratz Scott, Edwin Wetzlar, Wilbur Whitehead 1/2. Abraham Brown, Sidney Lovell, Caroline Taylor, Nils Wester   |
| 1929 | Michael T. Gottlieb, Lee Langdon, Jean Mattheys, Harry Raffel                                                                     | Ralph Leibenderfer, Gratz Scott, Edwin Wetzlar, Wilbur Whitehead                                                                    |
| 1930 | Ely Culbertson, Josephine Culbertson, Theodore Lightner, Waldemar von Zedtwitz                                                    | 2/3. Winfield Liggett, Walter Malowan, George Reith, Howard Schenken 2/3. Huber Boscowitz, Oswald Jacoby, Willard Karn, P. Hal Sims |
| 1931 | David Burnstine, Oswald Jacoby, Willard Karn, P. Hal Sims                                                                         | Walter Malowan, Jean Mattheys, Howard Schenken, Sherman Stearns                                                                     |
| 1932 | Willard Karn, P. Hal Sims, Harold Vanderbilt, Waldemar von Zedtwitz                                                               | David Burnstine, Richard L. Frey, Charles Lochridge, Howard Schenken                                                                |
| 1933 | Phil Abramsohn, Benjamin Feuer, Francis Rendon, Sydney Rusinow                                                                    | Mitch Barnes, Richard L. Frey, Sam Fry, Louis H. Watson                                                                             |
| 1934 | David Burnstine, Richard L. Frey, Michael T. Gottlieb, Oswald Jacoby, Howard Schenken                                             | Huber Boscowitz, Charles Goren, Charles Lochridge, Johnny Rau                                                                       |
| 1935 | David Burnstine, Michael T. Gottlieb, Oswald Jacoby, Howard Schenken, Sherman Stearns                                             | Sam Fry, Edward Hymes Jr., Merwyn Maier, Louis H. Watson                                                                            |
| 1936 | Phil Abramsohn, Irving Epstein, Harry Fishbein, Fred Kaplan                                                                       | Walter Beinicke, Charles Goren, Lee Langdon, Jean Mattheys                                                                          |
| 1937 | David Burnstine, Oswald Jacoby, Merwyn Maier, Howard Schenken, Sherman Stearns                                                    | B. Jay Becker, Theodore Lightner, Charles Lochridge, Harold Vanderbilt, Waldemar von Zedtwitz                                       |
| 1938 | David Burnstine, Oswald Jacoby, Merwyn Maier, Howard Schenken, Sherman Stearns                                                    | B. Jay Becker, Edward Hymes Jr., Theodore Lightner, Charles Lochridge, Waldemar von Zedtwitz                                        |
| 1939 | Melville Alexander, Sigmund Dornbusch, Syl Gintell, Lee Hazen, Harry Raffel                                                       | Wingate Bixby, Theodore Lightner, Robert McPherran, Mrs. S. W. Peck                                                                 |
| 1940 | Edward Hymes Jr., Charles Lochridge, Robert McPherran, Harold S. Vanderbilt, Waldemar von Zedtwitz                                | Al Brodsky, Louis Lipschitz, Herbert Rosenzweig, Alexander Schultz                                                                  |
| 1941 | John R. Crawford, Myron Fuchs, Robert McPherran, Sherman Stearns                                                                  | B. Jay Becker, Oswald Jacoby, Theodore Lightner, Merwyn Maier, Howard Schenken                                                      |
| 1942 | Lester Bachner, Sigmund Dornbusch, Richard L. Frey, Lee Hazen, Sam Stayman                                                        | Sam Fry, Benedict Jarmel, George Rapée, Helen Sobel                                                                                 |
| 1943 | Harry Fagin, Harry Fishbein, Fred Kaplan, Alvin Roth, Tobias Stone                                                                | Phil Abramsohn, Morrie Elis, E. O. Keller, Charles Van Vleck, Waldemar von Zedtwitz                                                 |
| 1944 | B. Jay Becker, Charles Goren, Sidney Silodor, Helen Sobel                                                                         | Richard L. Frey, Lee Hazen, Charles Lochridge, George Rapée, Sam Stayman                                                            |
| 1945 | B. Jay Becker, Charles Goren, Sidney Silodor, Helen Sobel                                                                         | Edward Hymes Jr., Theodore Lightner, Howard Schenken, Sam Stayman, Waldemar von Zedtwitz                                            |
| 1946 | John R. Crawford, Oswald Jacoby, George Rapée, Howard Schenken, Sam Stayman                                                       | Samuel Katz, Bertram Lebhar Jr., Peter Leventritt, Simon Rossant, Waldemar von Zedtwitz                                             |
| 1947 | David Clarren, Harry Feinberg, Harry Fishbein, Larry Hirsch, Joseph Low                                                           | Lee Hazen, Samuel Katz, Bertram Lebhar Jr., Peter Leventritt                                                                        |
| 1948 | Robert Appleyard, Jay T. Feigus, William Lichtenstein, Harry Sonnenblick, Albert Weiss                                            | Ambrose Casner, Herman Goldberg, Fred Hirsch, Ira Strasser, Albert Wolfe                                                            |
| 1949 | Morrie Elis, Harry Fishbein, Lee Hazen, Larry Hirsch, Charles Lochridge                                                           | B. Jay Becker, Myron Field, Charles Goren, Oswald Jacoby, Helen Sobel                                                               |
| 1950 | John R. Crawford, George Rapée, Howard Schenken, Sidney Silodor, Sam Stayman                                                      | B. Jay Becker, Myron Field, Charles Goren, Helen Sobel                                                                              |
| 1951 | B. Jay Becker, John R. Crawford, George Rapée, Sam Stayman                                                                        | Barry Cohen, Jack Hancock, Emmanuel Hochfeld, Gloria Turner, Hortense Evans                                                         |
| 1952 | Ned Drucker, Irvin Kass, Sidney Mandell, Milton Moss, Jesse Sloan                                                                 | B. Jay Becker, John R. Crawford, George Rapée, Howard Schenken, Sam Stayman                                                         |
| 1953 | Richard Kahn, Edgar Kaplan, Peter Leventritt, William Lipton, Ruth Sherman                                                        | Myron Field, Charles Goren, Alvin Roth, Sidney Silodor, Helen Sobel                                                                 |
| 1954 | Kalman Apfel, Francis Begley, Ned Drucker, Sidney Mandell, Milton Moss                                                            | Morrie Elis, Stanley Fenkel, Simon Rossant, Peggy Solomon, Charles Solomon                                                          |
| 1955 | B. Jay Becker, John R. Crawford, George Rapée, Howard Schenken, Sidney Silodor                                                    | Charles Goren, Boris Koytchou, Peter Leventritt, Harold Ogust, Helen Sobel                                                          |
| 1956 | B. Jay Becker, John R. Crawford, George Rapée, Howard Schenken, Sidney Silodor                                                    | Leonard Hess, Jane Jaeger, Lewis Jaeger, William M. Lichtenstein, Joseph Low                                                        |
| 1957 | B. Jay Becker, John R. Crawford, George Rapée, Howard Schenken, Sidney Silodor                                                    | Rudolf Bortstiber, Raoul Lichtenstein, Ozzie Ray, Moe Rubenfeld                                                                     |
| 1958 | Harry Fishbein, Sam Fry, Leonard Harmon, Lee Hazen, Ivar Stakgold                                                                 | Ralph Hirschberg, Richard Kahn, Edgar Kaplan, Norman Kay, Alfred Sheinwold, Charles Solomon                                         |
| 1959 | B. Jay Becker, John R. Crawford, Norman Kay, George Rapée, Sidney Silodor, Tobias Stone                                           | Charles Goren, Paul Hodge, Peter Leventritt, Harold Ogust, Howard Schenken, Helen Sobel                                             |
| 1960 | John R. Crawford, Norman Kay, Sidney Silodor, Tobias Stone                                                                        | Russell Arnold, Edith Kemp, Robert Reynolds, William Seamon, Albert Weiss, Waldemar von Zedtwitz                                    |
| 1961 | Charles Coon, Robert Jordan, Eric Murray, Arthur Robinson                                                                         | Ollie Adams, Harold Guiver, Eddie Kantar, Marshall Miles, Ron Von der Porten                                                        |
| 1962 | Larry Kolker, Carolyn Levitt, Jerry Levitt, Garrett Nash, George de Runtz                                                         | Charles Goren, Boris Koytchou, Peter Leventritt, Harold Ogust, Howard Schenken, Helen Sobel                                         |
| 1963 | Harold Harkavy, Edith Kemp, Alvin Roth, Clifford Russell, William Seamon, Albert Weiss                                            | Harold Guiver, Lew Mathe, Erik Paulsen, Ron Von der Porten, Edward Taylor                                                           |
| 1964 | Bob Hamman, Eddie Kantar, Don Krauss, Peter Leventritt, Lew Mathe, Howard Schenken                                                | B. Jay Becker, Ivan Erdos, Dorothy Hayden, Kelsey Petterson, Helen Portugal, Morris Portugal                                        |
| 1965 | Phil Feldesman, John Fisher, James Jacoby, Oswald Jacoby, Ira Rubin, Albert Weiss                                                 | Bobby Jordan, Edgar Kaplan, Norman Kay, Boris Koytchou, George Rapée, Arthur Robinson                                               |
| 1966 | Phil Feldesman, Bob Hamman, Sami Kehela, Lew Mathe, Ira Rubin                                                                     | Billy Eisenberg, Ivan Erdos, Bobby Goldman, Leonard Harmon, Tobias Stone                                                            |
| 1967 | James Jacoby, Mike Lawrence, Lew Mathe, Bobby Nail, Ron Von der Porten, Lew Stansby                                               | Sidney Lazard, Peter Leventritt, Paul Levitt, George Rapée, Howard Schenken                                                         |
| 1968 | Bobby Jordan, Edgar Kaplan, Norman Kay, Arthur Robinson, Bill Root, Alvin Roth                                                    | Bob Hamman, Eddie Kantar, Ira Rubin, Gerald Westheimer                                                                              |
| 1969 | Gerald Hallee, Paul Soloway, John Swanson, Richard Walsh                                                                          | Phil Feldesman, Victor Mitchell, Ira Rubin, Sam Stayman, Tobias Stone, Gerald Westheimer                                            |
| 1970 | Edgar Kaplan, Norman Kay, Sami Kehela, Sidney Lazard, Eric Murray, George Rapée                                                   | Billy Eisenberg, Bobby Goldman, Bob Hamman, James Jacoby, Mike Lawrence, Bobby Wolff                                                |
| 1971 | Billy Eisenberg, Bobby Goldman, Bob Hamman, James Jacoby, Mike Lawrence, Bobby Wolff                                              | Chuck Burger, Eddie Kantar, Kyle Larsen, Ron Von der Porten, Ira Rubin, Paul Soloway                                                |
| 1972 | Steven Altman, Eugene Neiger, Thomas Smith, Alan Sontag, Joel Stuart, Peter Weichsel                                              | Jack Blair, Fred Hamilton, Howard Perlman, Paul Swanson                                                                             |
| 1973 | Mark Blumenthal, Bobby Goldman, Bob Hamman, Mike Lawrence, Bobby Wolff; Ira Corn (npc)                                            | Larry T. Cohen, Billy Eisenberg, Eddie Kantar, Richard H. Katz, Bud Reinhold                                                        |
| 1974 | David Crossley, Robert Crossley, Eric Kokish, Joey Silver                                                                         | Ron Andersen, Mark Feldman, Stephen Goldstein, Merle Tom, Kathie Wei                                                                |
| 1975 | Roger Bates, Larry T. Cohen, Richard H. Katz, John Mohan, George Rosenkranz                                                       | Richard Freeman, Alvin Roth, Cliff Russell, Alan Sontag, Stan Tomchin, Peter Weichsel                                               |
| 1976 | Roger Bates, Larry T. Cohen, Richard H. Katz, John Mohan, George Rosenkranz                                                       | Malcolm Brachman, Billy Eisenberg, Bobby Goldman, Eddie Kantar, Mike Passell, Paul Soloway                                          |
| 1977 | Mike Becker, Mark Blumenthal, Fred Hamilton, Mike Lawrence, Ron Rubin, John Swanson                                               | Ron Andersen, Gerald Caravelli, Hugh MacLean, Milt Rosenberg, Kathie Wei                                                            |
| 1978 | Malcolm Brachman, Bobby Goldman, Eddie Kantar, Billy Eisenberg, Mike Passell, Paul Soloway                                        | Mike Becker, Lou Bluhm, George Rosenkranz, Ron Rubin, Tommy Sanders                                                                 |
| 1979 | Lou Bluhm, Richard Freeman, Mark Lair, Cliff Russell, Tommy Sanders, Eddie Wold                                                   | Ron Andersen, David Berkowitz, Jeff Meckstroth, Judi Radin, Kathie Wei                                                              |
| 1980 | Russ Arnold, Bobby Levin, Jeff Meckstroth, Bud Reinhold, Eric Rodwell                                                             | Ron Andersen, Mark Feldman, Eric Kokish, Peter Nagy                                                                                 |
| 1981 | B. Jay Becker, Mike Becker, Edgar Kaplan, Norman Kay, Ron Rubin                                                                   | Bob Hamman, Fred Hamilton, Ira Rubin, Alan Sontag, Peter Weichsel, Bobby Wolff; Ira Corn (npc)                                      |
| 1982 | Jim Jacoby, Mike Passell, George Rosenkranz, Eddie Wold, Jeff Meckstroth, Eric Rodwell                                            | Marty Bergen, Larry Cohen, Jerry Goldfein, Warren Rosner, Luella Slaner                                                             |
| 1983 | Bill Root, Richard Pavlicek, Norman Kay, Edgar Kaplan                                                                             | Eddie Kantar, Billy Eisenberg, Fred Hamilton, Jimmy Cayne, Alan Sontag                                                              |
| 1984 | Chip Martel, Lew Stansby, Hugh Ross, Peter Pender                                                                                 | Cliff Russell, Bobby Levin, Curtis Smith, Peter Nagy, David Berkowitz, Harold Lilie                                                 |
| 1985 | Ron Rubin, Mike Lawrence, Mike Becker, Peter Weichsel, Jeff Meckstroth, Eric Rodwell                                              | Barry Crane, Bobby Nail, Dan Morse, Ira Chorush, Tommy Sanders, John Sutherlin                                                      |
| 1986 | Edgar Kaplan, Norman Kay, Bill Root, Richard Pavlicek                                                                             | Jim Whitaker, Chris Compton, Ira Corush, Bart Bramley, Lou Bluhm                                                                    |
| 1987 | Peter Pender, Peter Boyd, Lew Stansby, Hugh Ross, Steve Robinson, Chip Martel                                                     | Jack Schwencke, Drew Casen, Jim Krekorian, Jim Becker, Howard Chandross                                                             |
| 1988 | Eddie Kantar, Alan Sontag, John Mohan, Roger Bates                                                                                | David Berkowitz, Billy Cohen, Ron Smith, Zia Mahmood                                                                                |
| 1989 | Ron Rubin, Mike Becker, Bart Bramley, Bobby Levin, Lou Bluhm, Peter Weichsel                                                      | Eddie Kantar, Alan Sontag, Dan Rotman, Billy Eisenberg, Larry T. Cohen, Cliff Russell                                               |
| 1990 | Dan Morse, John Sutherlin, Mike Kamil, Ron Gerard, Tommy Sanders, Bill Pollack                                                    | Zia Mahmood, Michael Rosenberg, Seymon Deutsch, David Berkowitz, Larry N. Cohen, Marty Bergen                                       |
| 1991 | Steve Robinson, Peter Boyd, Kit Woolsey, Ed Manfield                                                                              | Zia Mahmood, Michael Rosenberg, Seymon Deutsch, Jeff Meckstroth, Eric Rodwell                                                       |
| 1992 | Andy Goodman, John Mohan, Roger Bates, John Schermer, Neil Chambers                                                               | Steve Robinson, Peter Boyd, Kit Woolsey, Neil Silverman, Chip Martel, Lew Stansby                                                   |
| 1993 | Howard Weinstein, Peter Nagy, Dan Morse, John Sutherlin, Tommy Sanders, Russ Arnold                                               | Cliff Russell, Sam Lev, David Berkowitz, Björn Fallenius, Mats Nilsland, Larry N. Cohen                                             |
| 1994 | Seymon Deutsch, Gaylor Kasle, Michael Rosenberg, Zia Mahmood, Chip Martel, Lew Stansby                                            | Ron Gerard, George Steiner, Edgar Kaplan, Norman Kay, Sidney Lazard                                                                 |
| 1995 | Bill Root, Richard Pavlicek, Michael Polowan, Marc Jacobus                                                                        | Ron Gerard, Mike Kamil, Joey Silver, George Steiner; Edgar Kaplan (npc)                                                             |
| 1996 | Zia Mahmood, Michael Rosenberg, Seymon Deutsch, Chip Martel, Lew Stansby                                                          | Nick Nickell, Richard Freeman, Bob Hamman, Bobby Wolff, Jeff Meckstroth, Eric Rodwell                                               |
| 1997 | Richard Schwartz, Mark Lair, Steve Robinson, Peter Boyd, Paul Soloway, Bobby Goldman                                              | Jimmy Cayne, Mark Feldman, Chuck Burger, Mike Passell, Michael Seamon, Alan Sontag                                                  |
| 1998 | Richard Schwartz, Mark Lair, Chip Martel, Lew Stansby, Paul Soloway, Bobby Goldman                                                | Jimmy Cayne, Chuck Burger, Mike Passell, Michael Seamon, David Berkowitz, Larry N. Cohen                                            |
| 1999 | George Jacobs, Ralph Katz, Peter Weichsel, Alan Sontag, Lorenzo Lauria, Alfredo Versace                                           | Steve Robinson, Peter Boyd, Kit Woolsey, Fred Stewart, Mike Becker, Mike Kamil                                                      |
| 2000 | Nick Nickell, Richard Freeman, Bob Hamman, Paul Soloway, Jeff Meckstroth, Eric Rodwell                                            | Richard Schwartz, Drew Casen, Zia Mahmood, Michael Rosenberg, Bobby Levin, Steve Weinstein                                          |
| 2001 | Andrei Gromov, Alexander Petrunin, Cezary Balicki, Adam Żmudziński                                                                | George Rosenkranz, John Mohan, Sam Lev, Piotr Gawryś, Jacek Pszczoła                                                                |
| 2002 | Reese Milner, Marc Jacobus, Sam Lev, John Mohan, Jacek Pszczoła, Piotr Gawryś                                                     | Nick Nickell, Richard Freeman, Bob Hamman, Paul Soloway, Jeff Meckstroth, Eric Rodwell                                              |
| 2003 | Nick Nickell, Richard Freeman, Bob Hamman, Paul Soloway, Jeff Meckstroth, Eric Rodwell                                            | Richard Pavlicek, Lee Rautenberg, Barnet Shenkin, Mike Kamil, Marty Fleisher, Bob Jones                                             |
| 2004 | George Jacobs, Ralph Katz, Norberto Bocchi, Giorgio Duboin, Lorenzo Lauria, Alfredo Versace                                       | Richard Schwartz, Mike Becker, David Berkowitz, Larry N. Cohen, Peter Boyd, Steve Robinson                                          |
| 2005 | Richard Schwartz, Mike Becker, David Berkowitz, Larry N. Cohen, Andrea Buratti, Massimo Lanzarotti                                | John Onstott, Jim Robison, Drew Casen, Chris Compton, Samuel Cohen, Jim Krekorian                                                   |
| 2006 | Fred Chang, Seymon Deutsch, Gunnar Hallberg, Zhong FU, Jack Zhao                                                                  | Roy Welland, Björn Fallenius, Chip Martel, Lew Stansby, Cezary Balicki, Adam Żmudziński                                             |
| 2007 | Björn Fallenius, Antonio Sementa, Christal Henner-Welland, Roy Welland, Cezary Balicki, Adam Żmudziński                           | Lou Ann O’Rourke, Marc Jacobus, Norberto Bocchi, Giorgio Duboin, Eric Greco, Geoff Hampson                                          |
| 2008 | Boguslaw Gierulski, Krzysztof Jassem, Krzysztof Martens, Jerzy Skrzypczak; Piotr Walczak (npc)                                    | Ron Rubin, Russell Ekeblad, Peter Weichsel, Marcin Leśniewski, Louk Verhees, Jan Jansma                                             |
| 2009 | Ralph Katz, George Jacobs, Bobby Levin, Steve Weinstein, Walid Elahmady, Tarek Sadek                                              | John Diamond, Brian Platnick, Fred Gitelman, Brad Moss, Eric Greco, Geoff Hampson                                                   |
| 2010 | Pierre Zimmermann, Franck Multon, Michel Bessis, Thomas Bessis, Geir Helgemo, Tor Helness                                         | Marty Fleisher, Mike Kamil, Chip Martel, Lew Stansby, Bobby Levin, Steve Weinstein                                                  |
| 2011 | Marty Fleisher, Mike Kamil, Chip Martel, Lew Stansby, Bobby Levin, Steve Weinstein                                                | Ishmael Delmonte, David Bakhshi, Leslie Amoils, Curtis Cheek, Joe Grue                                                              |
| 2012 | Leslie Amoils, Darren Wolpert, Joe Grue, Curtis Cheek, Ishmael Delmonte, Thomas Bessis                                            | John Diamond, Brian Platnick, Fred Gitelman, Brad Moss, Eric Greco, Geoff Hampson                                                   |
| 2013 | Sabine Auken, Roy Welland, Morten Bilde, Dennis Bilde                                                                             | Ricco van Prooijen, Louk Verhees, Sjoert Brink, Bas Drijver, Kevin Bathurst, Daniel Zagorin                                         |
| 2014 | Nick Nickell, Ralph Katz, Bobby Levin, Jeff Meckstroth, Eric Rodwell, Steve Weinstein                                             | Pierre Zimmermann, Franck Multon, Fulvio Fantoni, Claudio Nunes, Tor Helness, Geir Helgemo                                          |
| 2015 | Giorgio Duboin, Zia Mahmood, Agustin Madala, Norberto Bocchi                                                                      | John Diamond, Brian Platnick, Eric Greco, Geoff Hampson, Marc Jacobus, Eddie Wold                                                   |
| 2016 | Norberto Bocchi, Diego Brenner, Zia Mahmood, Giorgio Duboin, Alejandro Bianchedi, Agustin Madala                                  | James Cayne, Michael Seamon, Alfredo Versace, Lorenzo Lauria, Antonio Sementa, Mustafa Cem Tokay                                    |
| 2017 | Nick Nickell, Ralph Katz, Bobby Levin, Jeff Meckstroth, Eric Rodwell, Steve Weinstein                                             | Richard Schwartz, Daniel Korbel, Boye Brogeland, Espen Lindqvist, David Bakhshi, David Gold                                         |
| 2018 | Chip Martel, Marty Fleisher, Eric Greco, Joe Grue, Geoff Hampson, Brad Moss                                                       | Nick Nickell, Ralph Katz, Bobby Levin, Jeff Meckstroth, Eric Rodwell, Steve Weinstein                                               |
| 2019 | Jeffrey Wolfson, Mike Becker, Peter Crouch, Steve Garner, Alexander Hydes, Mike Kamil                                             | Nick Nickell, Ralph Katz, Bobby Levin, Jeff Meckstroth, Eric Rodwell, Steve Weinstein                                               |
| 2020 | Aufgrund der Corona-Pandemie nicht ausgespielt                                                                                    | |
| 2021 | Aufgrund der Corona-Pandemie nicht ausgespielt                                                                                    | |
| 2022 | Andrew Rosenthal, Aaron Silverstein, Chris Willenken, Jan Jansma, Boye Brogeland, Christian Bakke                                 | Vinita Gupta, Morten Bilde, Simon Cope, Emil Jepsen, Andreas Meister                                                                |